# Tenochtitlán
Tenochtitlán (nahuatl Mēxihco Tenōchtitlan, španělsky México-Tenochtitlán) bylo rozlehlé město a zároveň mocný městský stát národa Aztéků. Bylo založeno v roce 1325 a později od roku 1428 se stalo vedoucím členem a hlavním městem Aztécké říše (Trojspolku), a to do roku 1521. Poté bylo dobyto a zničeno španělskými conquistadory. V době objevení města Evropany v 16. století žilo ve městě řádově asi sto tisíc obyvatel. Ve své době šlo o největší město amerického kontinentu a jedno z největších měst tehdejšího světa. Rozkládalo se na několika ostrovech jezera Texcoco a jeho rozloha činila přibližně 13 km². Jeho zbytky jsou zcela překryty dnešním hlavním městem Mexika Mexico City. Několik málo zbytků původního města patří od roku 1987 ke Světovému dědictví UNESCO.

## Poloha

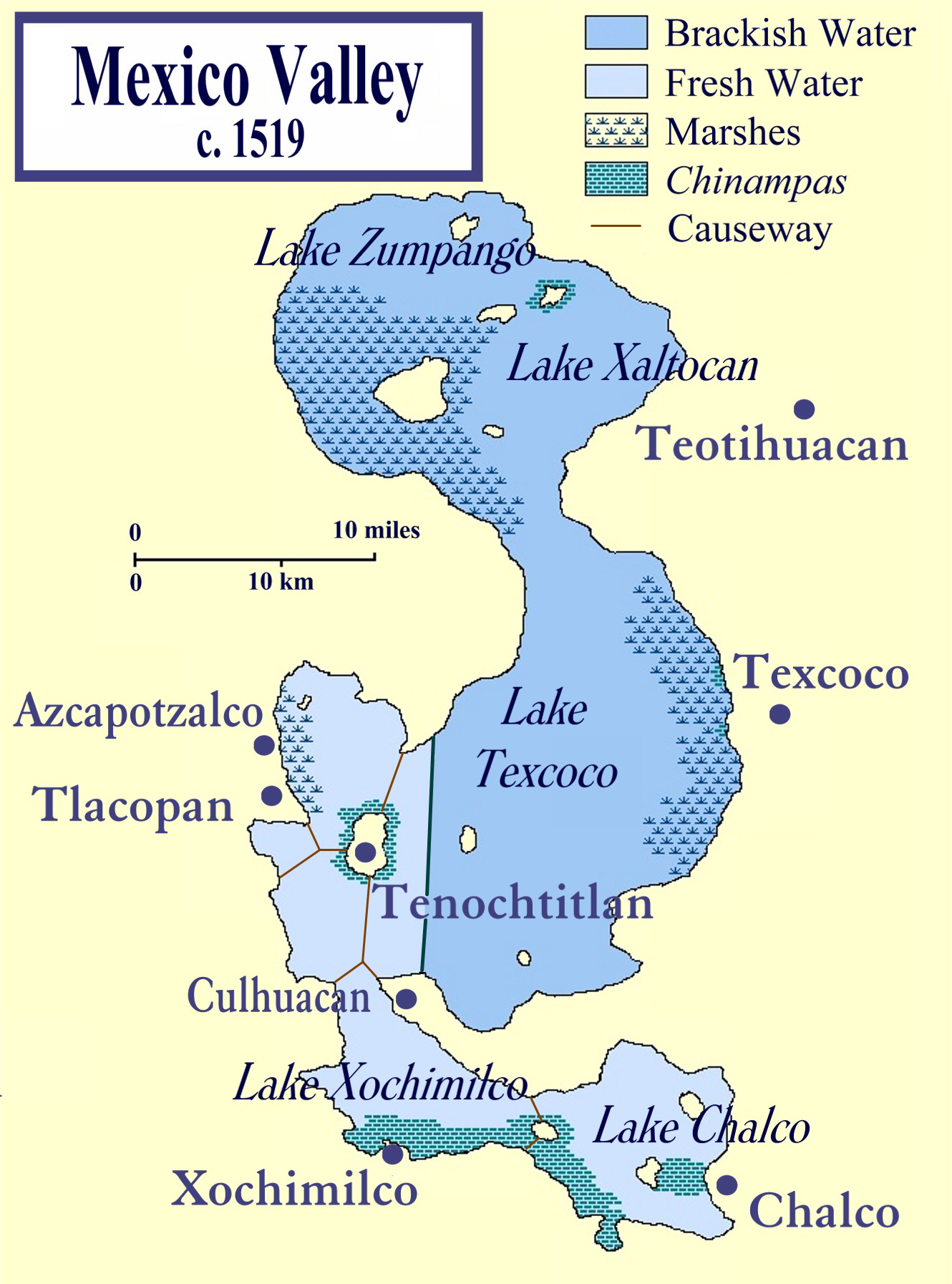
Údolí Mexika v časech španělské conquisty

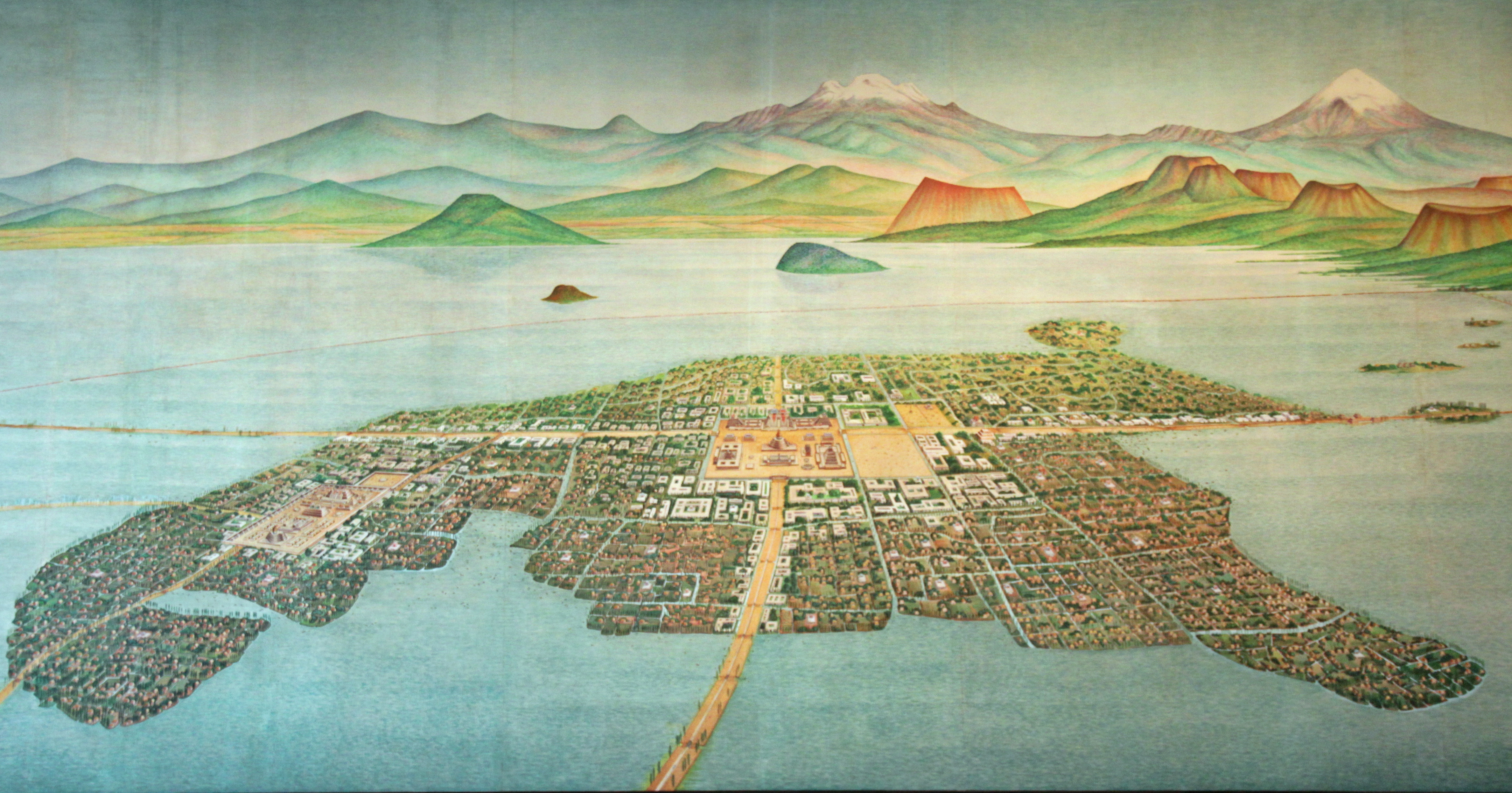
Tenochtitlán

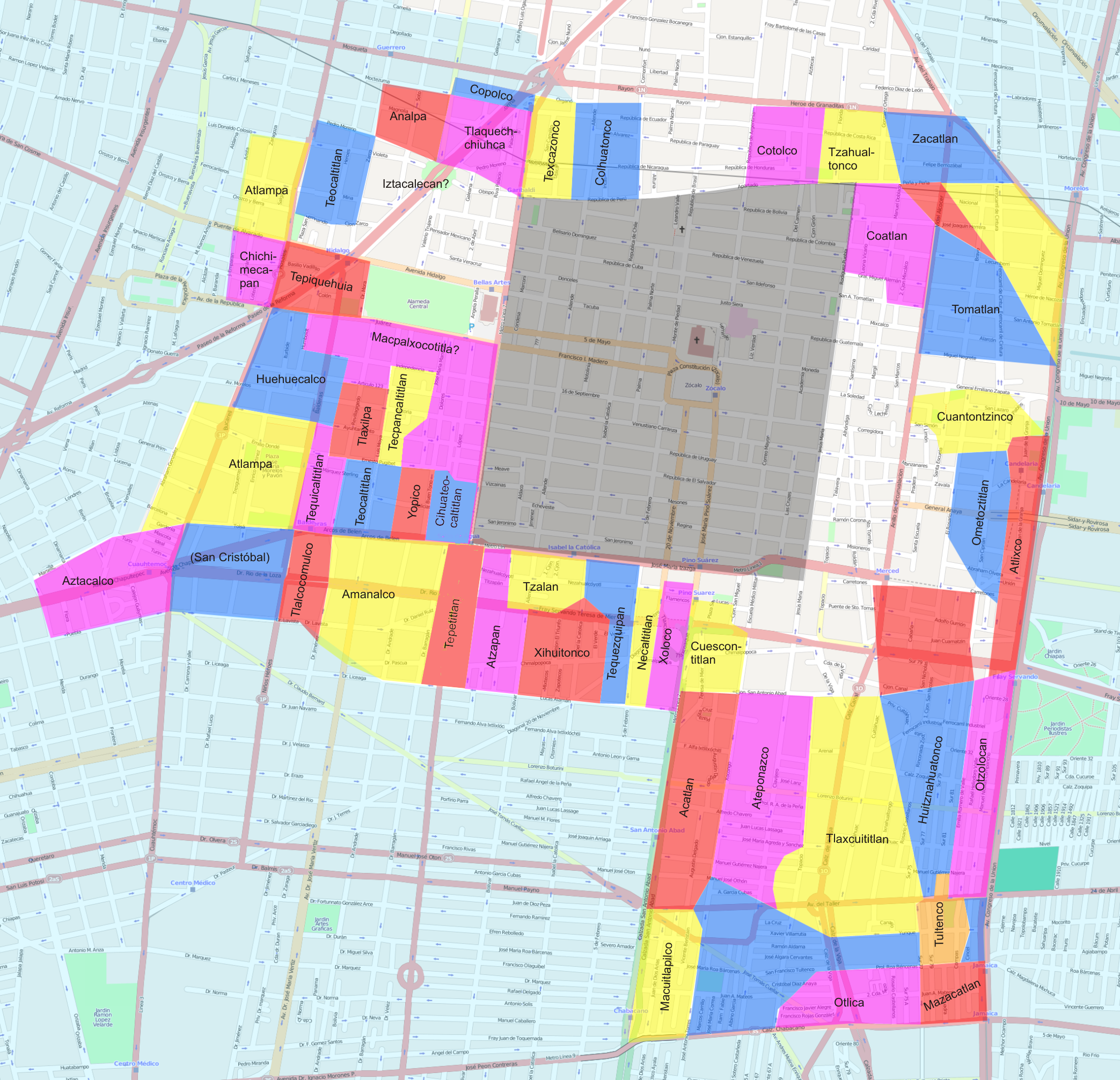
Calpulli, díl Tenochtitlánu zakreslený do moderního plánu města. Šedá část, pojmenovaná „traza“ zakresluje část města osídlenou Španěly po dobytí města, díly města zakreslené šedě nejsou známy. Stav na konci 18. století.

Tenochtitlán ležel na několika ostrovech v západní části jezera Texcoco, které se nachází v Údolí Mexika v nadmořské výšce přibližně 2240 metrů nad mořem. Na severu, východě a na jihu je údolí obklopeno horským hřebenem, ve které vévodí sopky Popocatépetl a Iztaccíhuatl. Město bylo spojeno s pevninou pěti cestami na severu, západě a jihu po hrázích. Na sousedním ostrově na severu, od Tenochtitlánu odděleného pouze kanálem, leželo zprvu ještě nezávislé město Tlatelolco.
Jezero Texcoco ve své dřívější rozloze dnes již neexistuje, bylo Španěly po částech vysušeno. Jen v Xochimilco na jihu dnešního města Mexico City existují malé vodní plochy, které jsou posledními zbytky jezera.
Ostrovy, na nichž se nacházel Tenochtitlán a Tlatelolco, měly rozlohu přibližně 13 čtverečných kilometrů. Město bylo s pevninou spojeno hrázemi z kamene a zeminy. Na některých místech jsou hráze přerušené, pravděpodobně se na těchto místech daly uzavírat dřevěnými pohyblivými mosty. Této výhody využili Aztékové především v roce 1521, kdy město bránili před Španěly. Protože Tenochtitlán byl přístupný pouze po silnicích vedoucích přes hráze, neměl žádné městské hradby.
Cesty po hrázích ze severu, západu a jihu končily u chrámu Templo Mayor na velkém náměstí Tlatelolca a u náměstí Templo Mayor v Tenochtitlánu. To tvořilo centrum města. Kolem náměstí byly v průběhu dějin Aztéků postaveny paláce vládců Moctezumy I., Axayacatla a Moctezumy II. Pravoúhlé, na sebe kolmé hlavní silnice dělily Tenochtitlán na městské čtvrti Moyotlan, Zoquiapan, Atzacualco a Cuepopan, které se dále dělily na menší městské části. Doprava vně města probíhala labyrintem ulic a vodních kanálů. Pro obchod se sídlišti mimo město byl kromě silnic po hrázích používán i přístav na východě Tenochtitlánu.
Natěsnané blízko vedle sebe stály mnohaposchoďové obytné domy nižších společenských tříd; část jich byla postavena na pilotech. Pozemky domů ve vnějším okrscích města měly většinou oplocené zahrady. Za nimi byly takzvané chinampas, pole, která byla většinou jen několik metrů široká, ale k poměru k šířce byla velice dlouhá. Chinampas byly zemědělské pozemky, které byly získány z bažinaté půdy a z důvodu své vysoké vlhkosti umožňovaly více úrod do roka. Přesto chinampas samy nestačily na obživu stále rostoucí populace města. Navíc se vlastnictví půdy se zvětšováním rozlohy města stále více stávalo výsadou šlechty. Podíl vyšších společenských vrstev ovšem byl v obyvatelstvu poměrně vysoký.
Velký význam měla chrámová část města. Okolo Templo Mayor se nacházely větší a menší chrámy, které byly věnovány různým božstvům a rozličným kultům jednotlivých společenských vrstev. Dále se v chrámovém okrsku nacházel prostor pro rituální míčové hry.
Severní část města tvořilo až do roku 1473 nezávislé město Tlatelolco. Sídlo bylo před svým dobytím úzce hospodářsky propojeno s Tenochtitlánen a bylo hospodářským centrem regionu. Po podmanění obyvateli Tenochtitlanu si Tlatelolco tento charakter z větší části ponechalo; sami Španělé byly překvapeni pestrostí zboží na trhu Tlatelolca. Celkem žilo v době příchodu Španělů ve spojených městech mnoho desítek tisíc obyvatel, je možné, že i více než 150 000. Tenochtitlán byl ve své době jedním z největších měst světa.

## Dějiny
Jméno města v nahuatlu zní Tenóčtitlan, [te.noːʧ.'ti.tɬan]IPA, „Město Ténocha“. Je vytvořeno ze slov tetl, kámen, a nochtli, fík kaktusu Opuntia vulgaris. Často se objevující překlad „Město kamenného kaktusu“ je těžko proto obhajitelný.

### Založení města a jeho první roky

Aztécký glyf pro Tenochtitlán

Dle legendy leží původ Aztéků v místě zvaném Aztlán, jehož přesná poloha dodnes není známa. Odtamtud putovali na příkaz svého boha Huitzilopochtli směrem na jihozápad, až po několika zastaveních dorazili do místa dnešního hlavního města Mexika. Tam kněží vyslovili proroctví, že se mají usadit tam, kde uvidí orla sedět na opuncii a zápasit s hadem. Toto místo bylo nakonec nalezeno na ostrově v západní části jezera Texcoco, kde Aztékové začali pod vedením mytického vůdce Ténoche stavět město. Jméno Tenochitlánu je odvozené z pojmenování postavy.
První aztécké osídlení města se dá přibližně datovat mezi roky 1320 až 1350. Pravděpodobně již bylo předtím na místě budoucího města jiné sídlo. Několik let po založení města bylo severně od Tenochtitlánu založeno další sídlo, Tlatelolco. I když města spolu politicky jednala a spolupracovala, občas mezi nimi vypuklo i otevřené nepřátelství, až byl v roce 1473 vládce Tlatelolca, Moquixhuix, zabit a Tlatelolcu se dále vládlo z Tenochtitlánu.
Prvním historicky doloženým vládcem je král Acamapichtli, který vládl koncem 14. století. Jeho nástupce Huitzilíhuitl začal s integrací mladšího města do místních mocenských struktur, protože se oženil se dcerou vládce Tlatelolca, čím nastalo i odpuštění daňových poplatků a určitá rovnováha s jinými městy.

### Zajištění hegemonie Tenochtitlánu

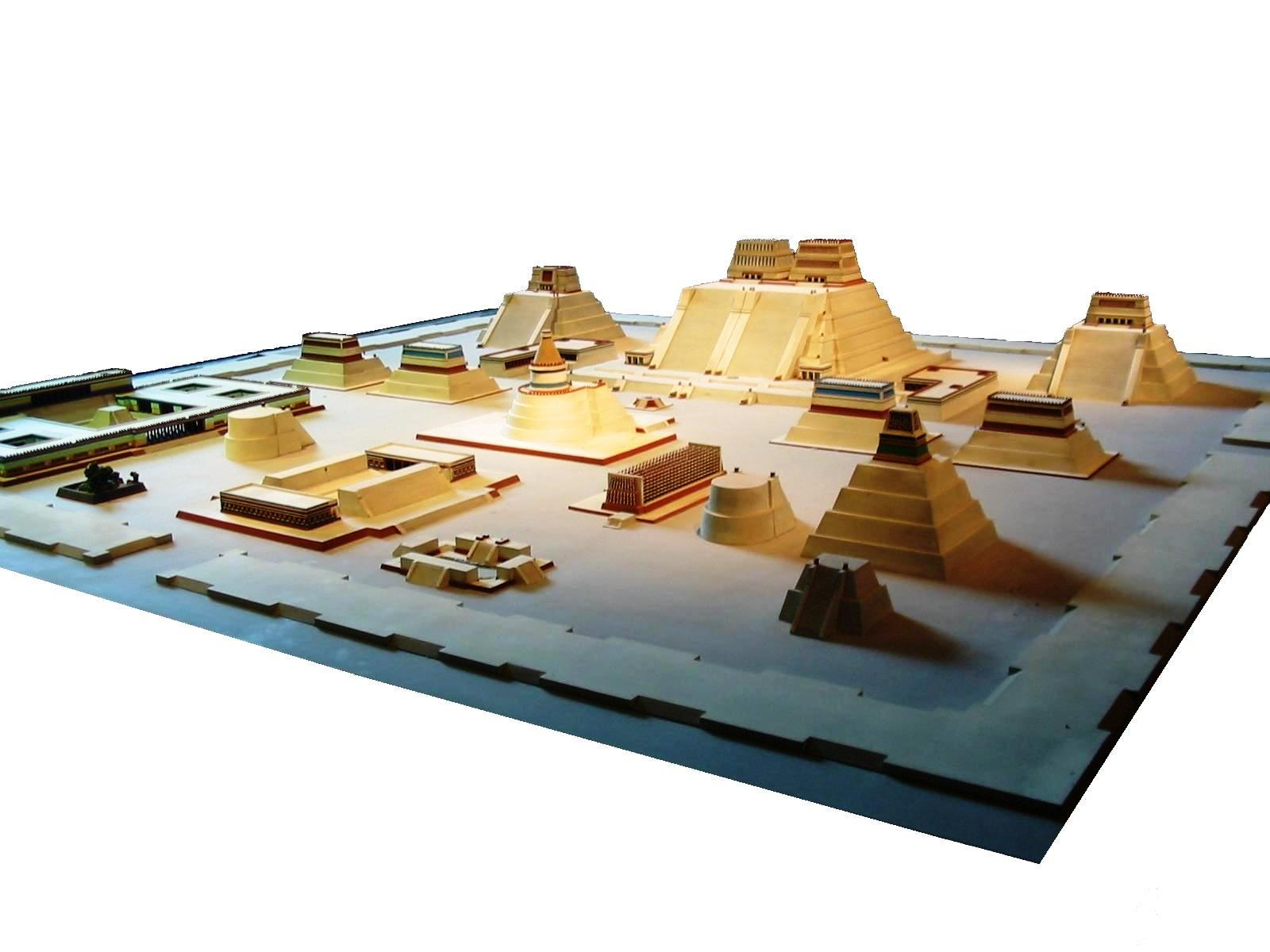
Model chrámového okrsku v Tenochtitlánu s Templo Mayor ve středu (Museo Nacional de México, Mexiko City). Rekonstrukce je díky novějším vykopávkám ve středu města Mexico City již zastaralá.

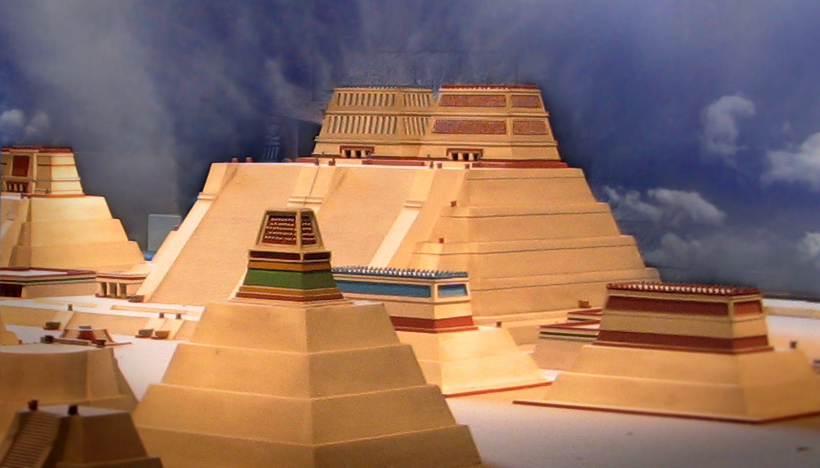
Maketa Templo Mayor, ceremoniálního, náboženského a občanského centra Tenochtitlánu

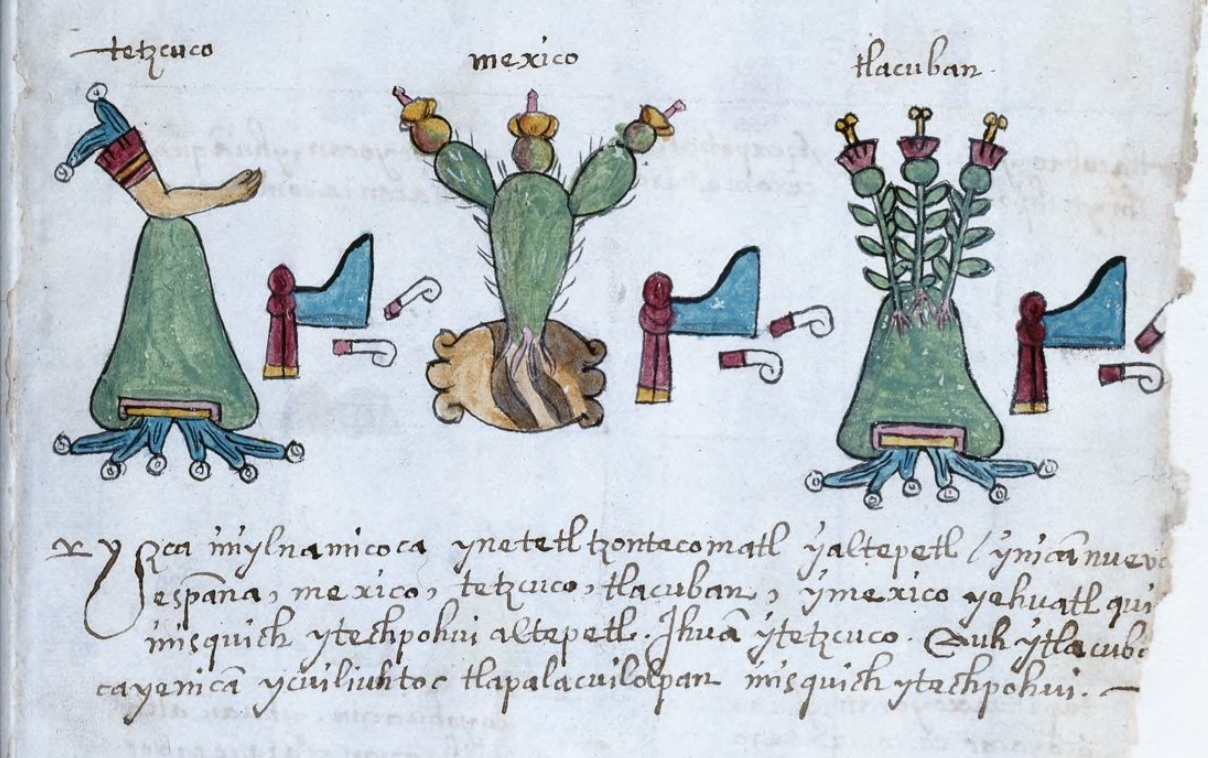
Symboly členů aztéckého trojspolku Texcoca, Tenochtitlánu a Tlacopanu (zleva) na straně 34 kodexu Osuna

Chimalpopoca, Huitzilíhuitlův syn, nastoupil na trůn Tenochtitlánu jako mladistvý a byl zavražděn Maxtlou, vládcem Azcapotzalca. Na trůn nastoupil jeho strýc Itzcóatl, který Maxtlu podrobil stejně jako jiná města, do kterých dosadil své panovníky. Podařilo se mu se to až po válce, v jejímž průběhu dobyl Texcoco a tepanenské hlavní město Azcapotzalco. Po válce si slíbila spojenecká města Tenochtitlán, Tlacopán a Texcoco vzájemnou věrnost a vytvořila takzvaný aztécký trojspolek. S porážkou Tepaneků byla aztécká nadvláda nad údolím Mexika definitivně zajištěna.
Za vládnutí Itzcoátla došlo i v Tenochtitlánu k rozsáhlým změnám. Stavbou viaduktu, který dodával do města pitnou vodu, a tří nových cest po hrázích bylo posíleno spojení s pevninou a bylo zajištěno zásobování rostoucího města pitnou vodou. Současně se stalo vlastnictví půdy stále více privilegiem šlechty a tím i symbolem moci. Na příkaz Itzcoátla bylo zničeno mnoho starých obrazových rukopisů; důvod moderním výzkumem nebyl zjištěn a je předmětem sporu. Pravděpodobný důvod spálení starých rukopisů je ten, že Itzcoátl chtěl posílit stávající mocenské poměry, a tím legitimovat existenci své dynastie.
Po smrti Itzcóatla v roce 1440 se k moci dostal Moctezuma I. V době jeho vlády nastalo více přírodních katastrof: mezi lety 1446 až 1450 došlo k přemnožení kobylek, povodni a hladomoru. Především poslední událost donutila mnoho obyvatel k opuštění města. Sice byla k zabránění další povodně východně od Tenochtitlánu postavena 16 km dlouhá hráz přes jezero, nicméně začalo být zjevné, že město není schopno rostoucí počet obyvatel uživit vlastními silami. Proto zahájil Moctezuma vojenská tažení směrem na jih, aby si podmanil tamější městské státy a mohl jim uložit daně.

### Vnitřní a vnější upevnění politické hegemonie
Kdo nastoupil v roce 1469 po smrti Moctezumy I. na trůn Tenochtitlánu, není jisté. Zdá se ale, že v roce 1471 po dlouhých jednáních nastala shoda na Axayacatlovi, jednom z vnuků Itzcóatla. Definitivně podmanil v roce 1473 sousední město Tlatelolco, které se stálo více stávalo součástí Tenochtitlánu, a při španělském dobytí Mexika již bylo plně součástí Tenochtitlánu. S dobytím města získali Aztékové také kontrolu na důležitým obchodním střediskem v údolí Mexika.
Pod vedením Axayacatlova bratra Tízoce se začalo s rozsáhlým rozšířením chrámu Templo Mayor, který byl centrálním chrámem města a byl zasvěcen bohům Tlalocovi a Huitzilopochtliovi. Při slavnostním zasvěcení, které bylo uskutečněno za příštího krále Auítzotla, bylo v době čtyř dnů pravděpodobně obětováno bohům až dvacet tisíc lidí. Auítzotlovi se podařilo mimo jiné podmanění vzdálené provincie Xoconochco poblíž dnešních hranic Mexika a Guatemaly. Při pokusu vybudovat další akvadukt do města z jezera jihovýchodně od Tenochtitlánu bylo aztécké hlavní mělo zaplaveno a z větší části zničeno. Vybudování vodovodu museli obyvatelé vzdát a samotný Tenochtitlán bylo nutno prakticky postavit znovu.

### Vláda Moctezumy II. a zničení města Španěly

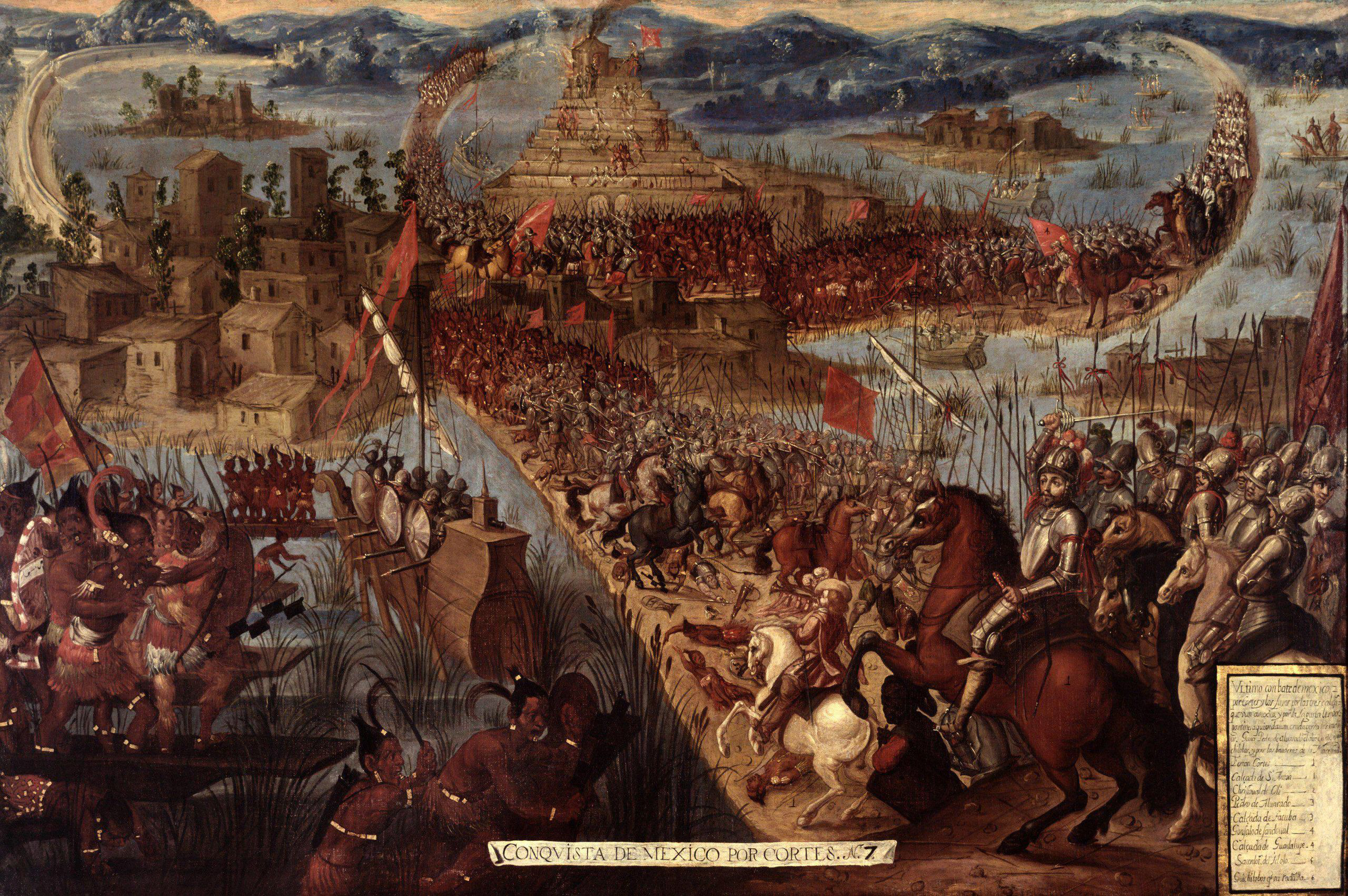
Dobytí Tenochtitlánu

Dnešní znak Mexika vychází z mýtu o založení Tenochtitlánu: zobrazuje orla, jak s hadem v pařátech sedí na kaktusu

V roce 1502 se stal králem Aztéků Moctezuma II. Podnikl vojenská tažení jak na sever, tak i tak i na jih do provincie Oaxaca, aby posílil hospodářskou pozici Tenochtitlánu. Nový vládce také vědomě zvětšil propast mezi šlechtou a lidem, protože propustil mnoho nešlechticů ze státních služeb. Známý je ale Moctezuma II. především svou rolí při dobytí Mexika Španěly. Dopustil, že se v roce 1519 mohli Španělé v Tenochtitlánu usadit, a nechal si jimi dostat do postavení loutkového vládce. Při rebelii, během které byl Moctezuma II. zabit, byli Španělé spolu se svými tlaxcaltekskými spojenci vyhnáni za cenu velkých ztrát z města, ale za několik měsíců se vrátili s posilami z vlasti. Mnoho obyvatel města zemřelo během obléhání Tenochtitlánu hlady a na zavlečené choroby. Pomocí lodí a děl přerušili španělští dobyvatelé zásobování města kanoemi. Při frontálním útoku na hráze vtáhli obránci města Španěly do trpkých bojů o každý dům. Dobyvatelé bořili domy v Tenochtitlánu, aby zasypali kanály, a dne 13. srpna 1521 zlomili s konečnou platností odpor Tlatelolca. Poslední král Cuauhtémoc byl na útěku chycen v kanoi a vzat do zajetí.

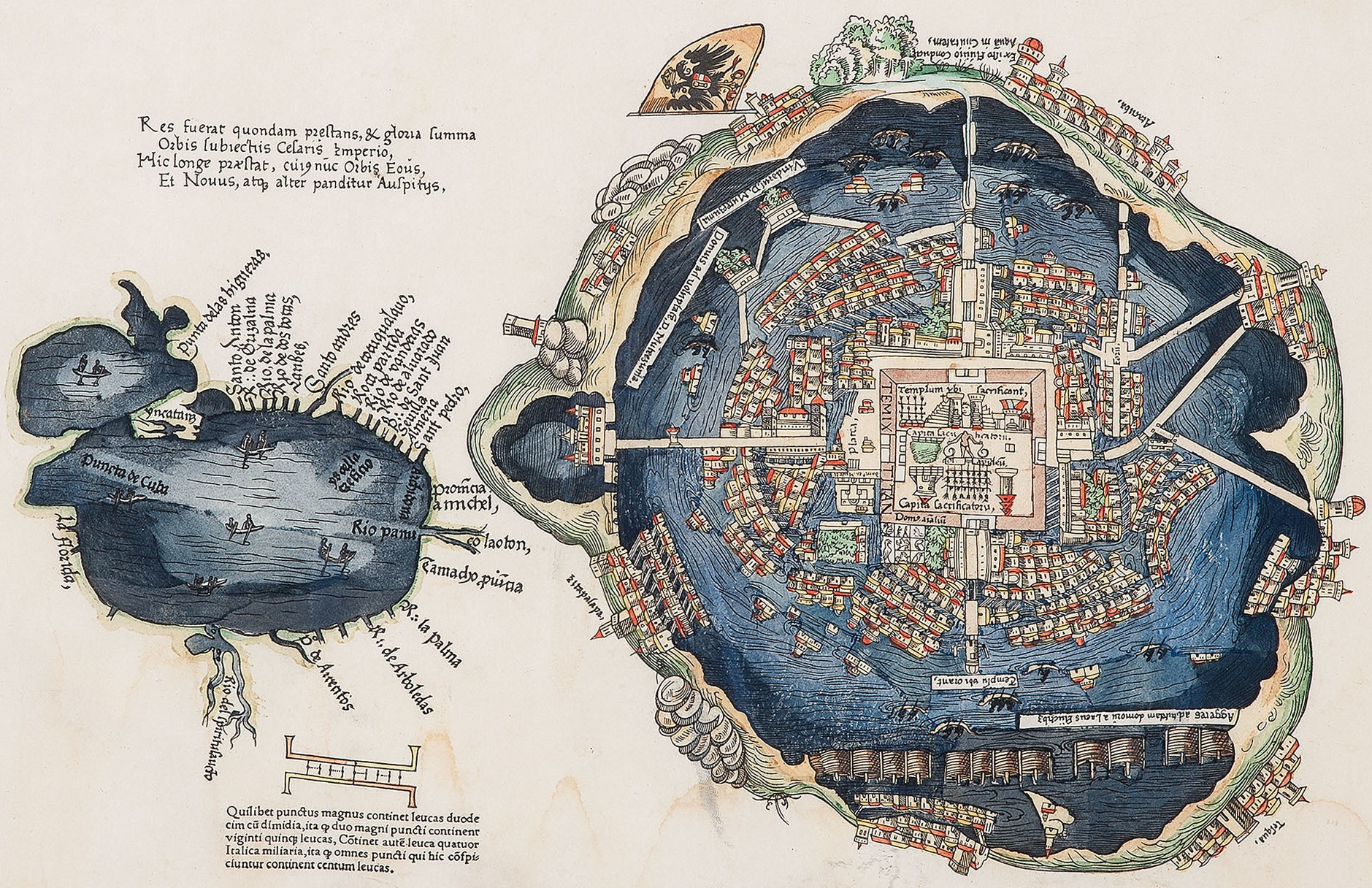
První evropská mapa Tenochtitlánu, 1524

Po svém vítězství dovolil Hernán Cortés obyvatelům města volný odchod. Brzy po dobytí města se začalo s opravou ulic a bylo obnoveno zásobování vodou. Kanály byly zasypávány ruinami budov. Španělé dovolili po dvou měsících návrat obyvatel do zničeného Tenochtitlánu, přičemž se sami usadili v centru bývalého hlavního aztéckého města. Místo obnovy původních budov se postavily nové budovy z trosek ruin. Tak vznikl palác španělských vicekrálů ze zbytků paláce Moctezumy II. a metropolitní katedrála v oblasti před bývalým Templo Mayor. S ustanovením vicekrálovstí Nové Španělsko v roce se stal Tenochtitlán nakonec hlavním městem nového vicekrálovství a byl přejmenován na Ciudad de México (Mexiko City).

## Výzkum
Většina znalostí o Tenochtitlánu pochází ze zpráv od conquistadorů, mnichů a od indiánských autorů ze 16. a 17. století. Nové město bylo hned po dobytí postaveno na ruinách starého města, proto jsou materiální pozůstatky Tenochtitlánu zcela překryty moderním městem a archeologické vykopávky jsou možné jen na několika volných místech a v souvislosti s novostavbami. Výjimečně lze najít pozůstatky aztéckých budov zakomponované do nových staveb, ale většina starého města je nenávratně ztracena. Silniční a kanalizační síť Tenochtitlánu nicméně zůstala v moderních ulicích města z velké části zachována.

### Dispozice města

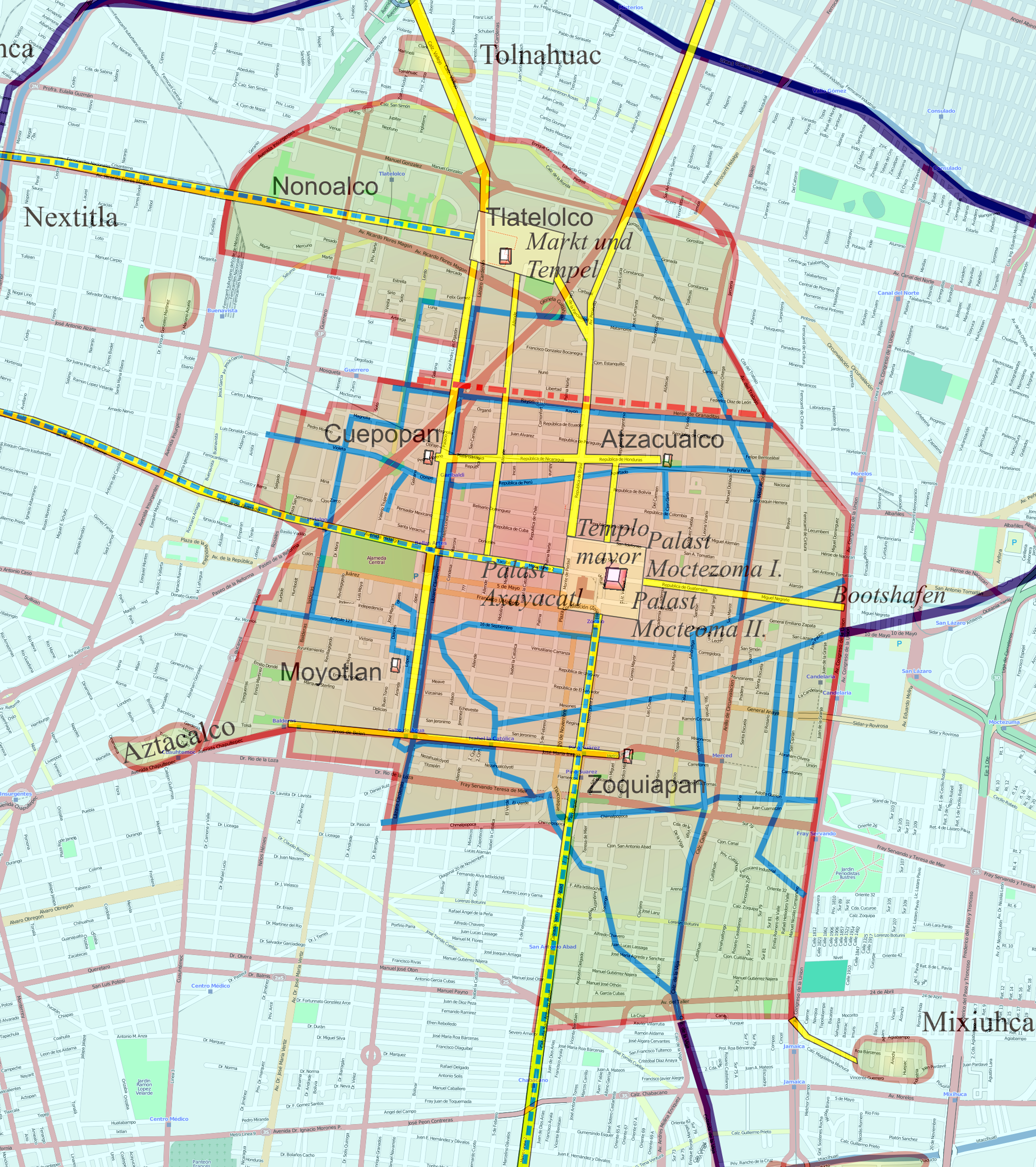
Rekonstrukce plánu hlavních ulic a kanálu Tenochtitlánu a Tlatelolca zakreslený do moderní mapy města

Dobrým příkladem stálost uliční sítě je poloha čtyř chrámů jednotlivých čtvrtí Tenochtitlánu. Jejich místa jsou v moderním městě stále zřetelná včetně přístupových cest a malých náměstí:
- Zoquiapan – Plaza San Lucas
- Moyotla – Calle Victoria
- Cuepopan – Calle Obispo
- Atzacoalco – Plaza del Estudiante

### Náhodné nálezy

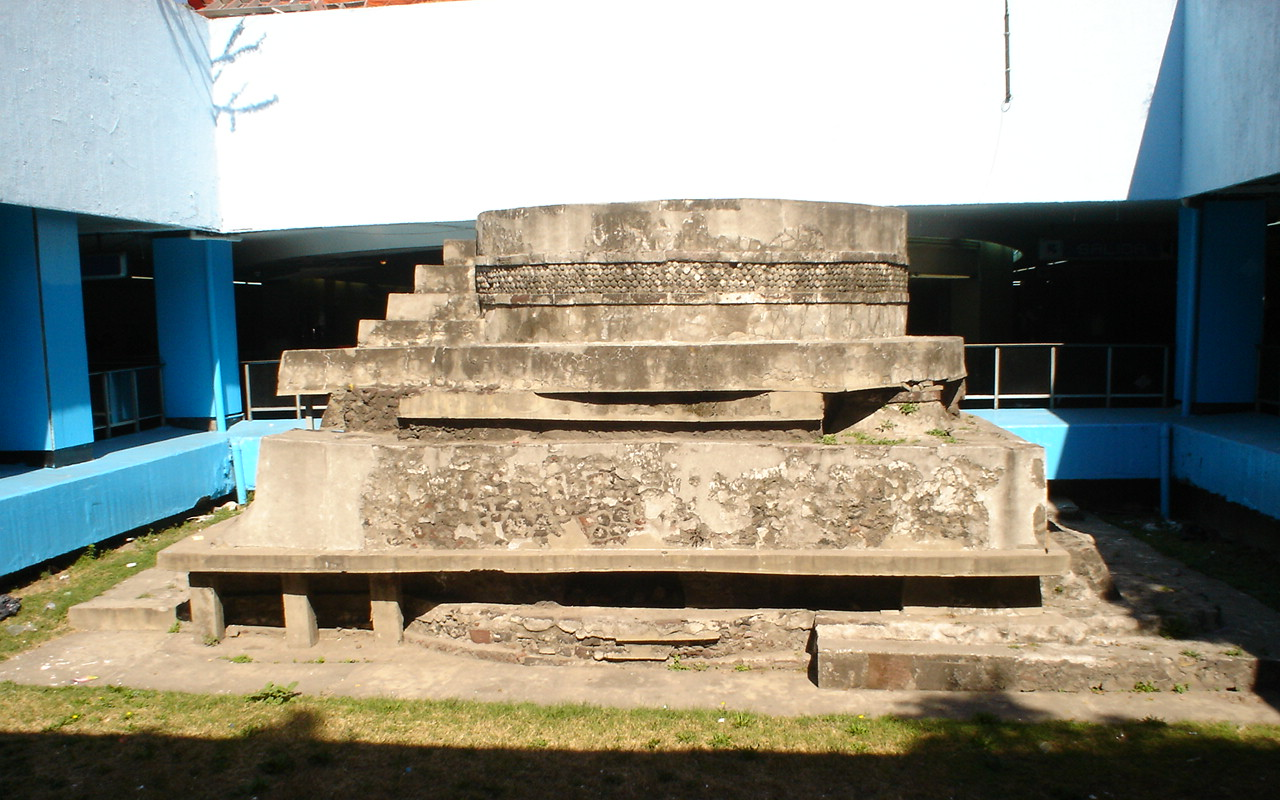
Kruhový chrám boha Ehecatla ve stanici metra Pino Suárez

V průběhu staletí byly nacházeny relikty aztécké kultury, především kamenné monumenty a keramika. K nim patří v jihozápadní části Palacio Nacional nalezená monumentální socha bohyně Coatlicue a Teocalli de la Guerra Sagrada, kamenný monument mající podobu chrámové pyramidy, na jehož zadní straně je zobrazená scéna orla sedícího na kaktusu a sluneční kámen.

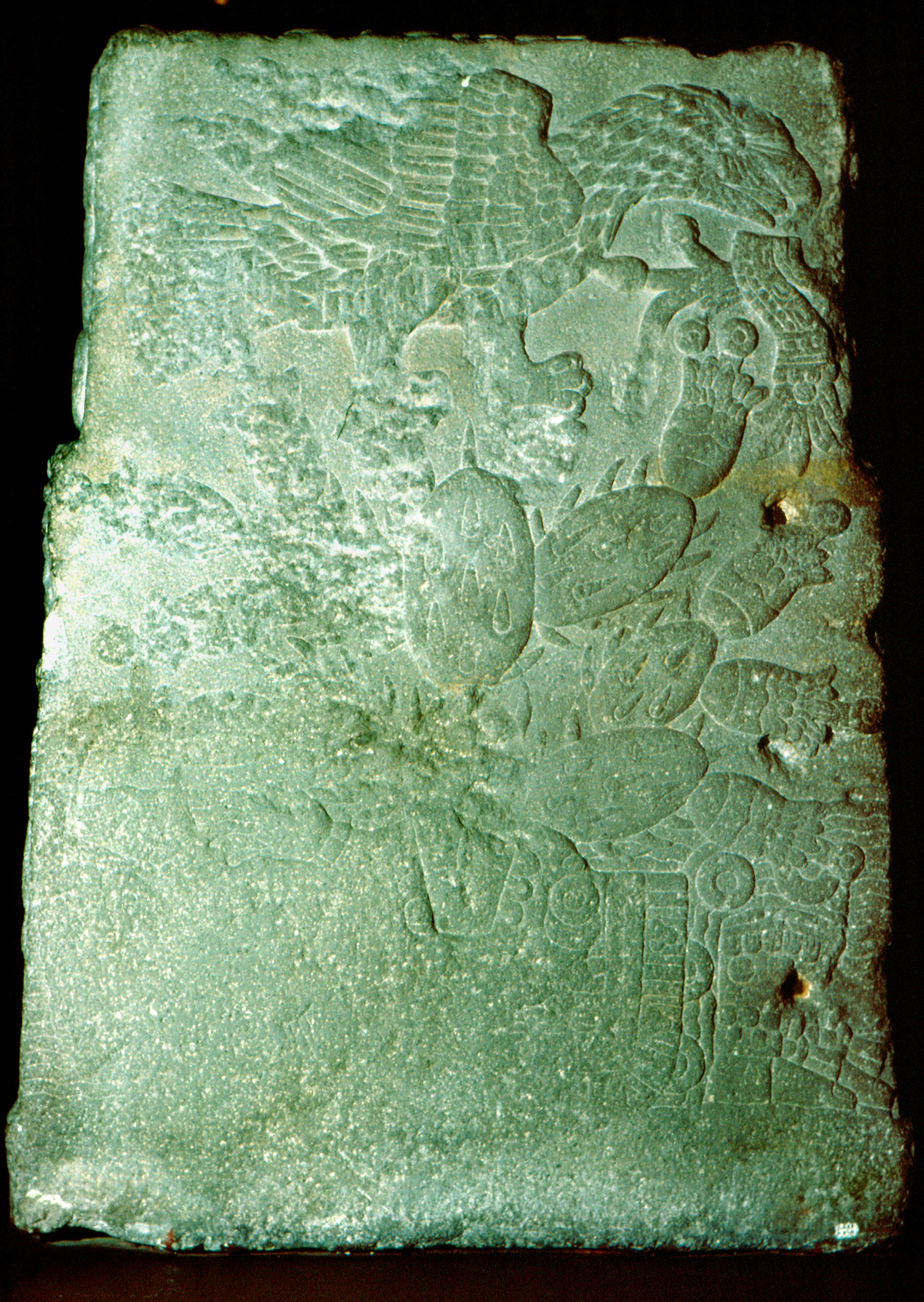
Aztécký monument Teocalli de la Guerra Sagrada, zadní strana

S prvními systematickými archeologickými vykopávkami se začalo až na počátku 20. století. Další archeologické vykopávky byly prováděny při výkopových pracích při stavbě inženýrských sítí (elektřina, kanalizace) nebo při stavbě linek metra, které prochází centrem města (především linka číslo 2, která obchází Zócalo na východě a severu a Templo Mayor těsně míjí, a linka číslo 8 v prostoru divadla Palacio de Bellas Artes). Při stavbě stanice Pino Suárez, kde se kříži linky číslo 1 a 2, byl obnažen malý kruhový chrám, který byl pravděpodobně zasvěcen bohu větru Ehecatlovi. Byl rekonstruován a díky změně planu začleněn do stanice metra. Další nálezy v prostoru Zócala byly zachráněny jako kamenné bloky a transportovány do muzea. Napjatý časový rozvrh stavebních prací velice stěžuje archeologické vykopávky.

### Plánované vykopávky

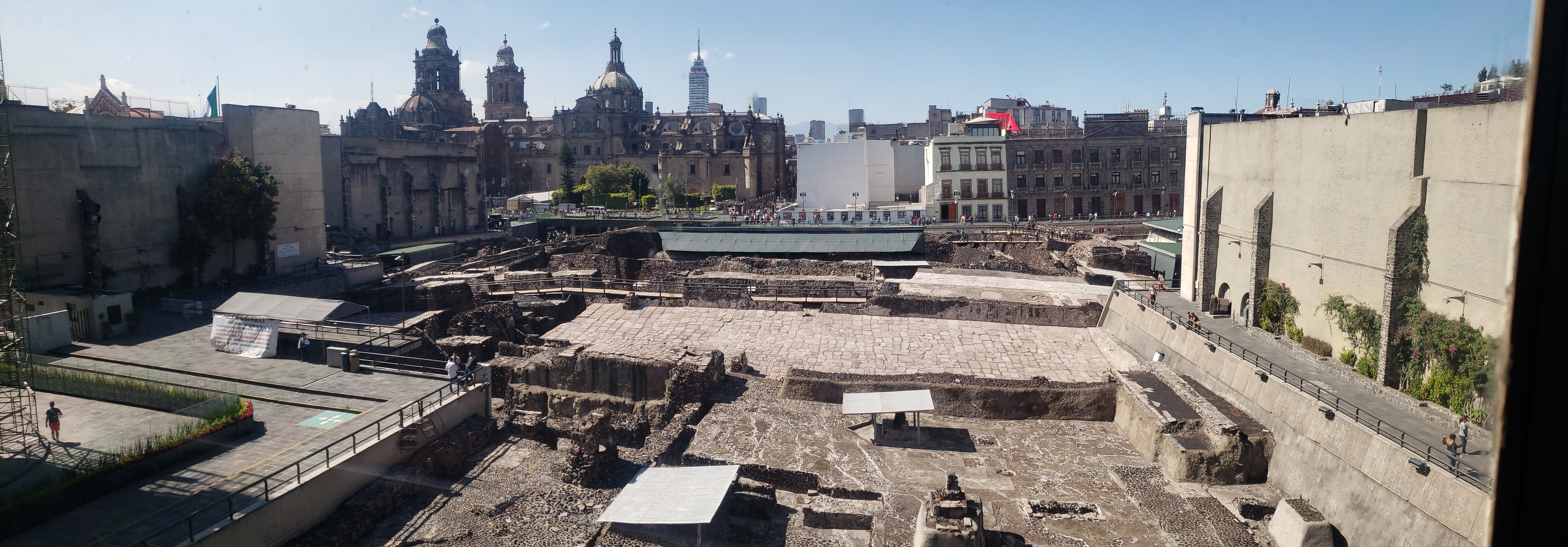
Zbytky Templo Mayor v historickém centru Ciudad de México

Mimo celoplošné zastavění centra města jsou archeologické vykopávky ztíženy také geologickými poměry: Celé centrum s okolím jsou postaveny na dně v 16. století vysušeného jezera Texcoco. Hluboké sedimenty na dně jezera jsou příčinou, že starý povrch se nachází několik metrů pod povrchem země a leží v oblasti spodní vody. Pro vykopávky by proto bylo nutné umělé snížení hladiny spodní vody, které by ohrozilo stabilitu okolních budov. Účinky jsou zřetelně viditelné například u katedrály v Zócalu, která se vychyluje směrem na západ, přičemž v bezprostředním sousedství stojící Bastisterio se propadá východním směrem. Mnoho kostelů v centru města se dnes nachází dva metry pod úrovní ulice. Větší předšpanělské stavby jsou dnes viditelné jako menší pahorky v délce ulic.

#### Hlavní chrám Tenochtitlánu

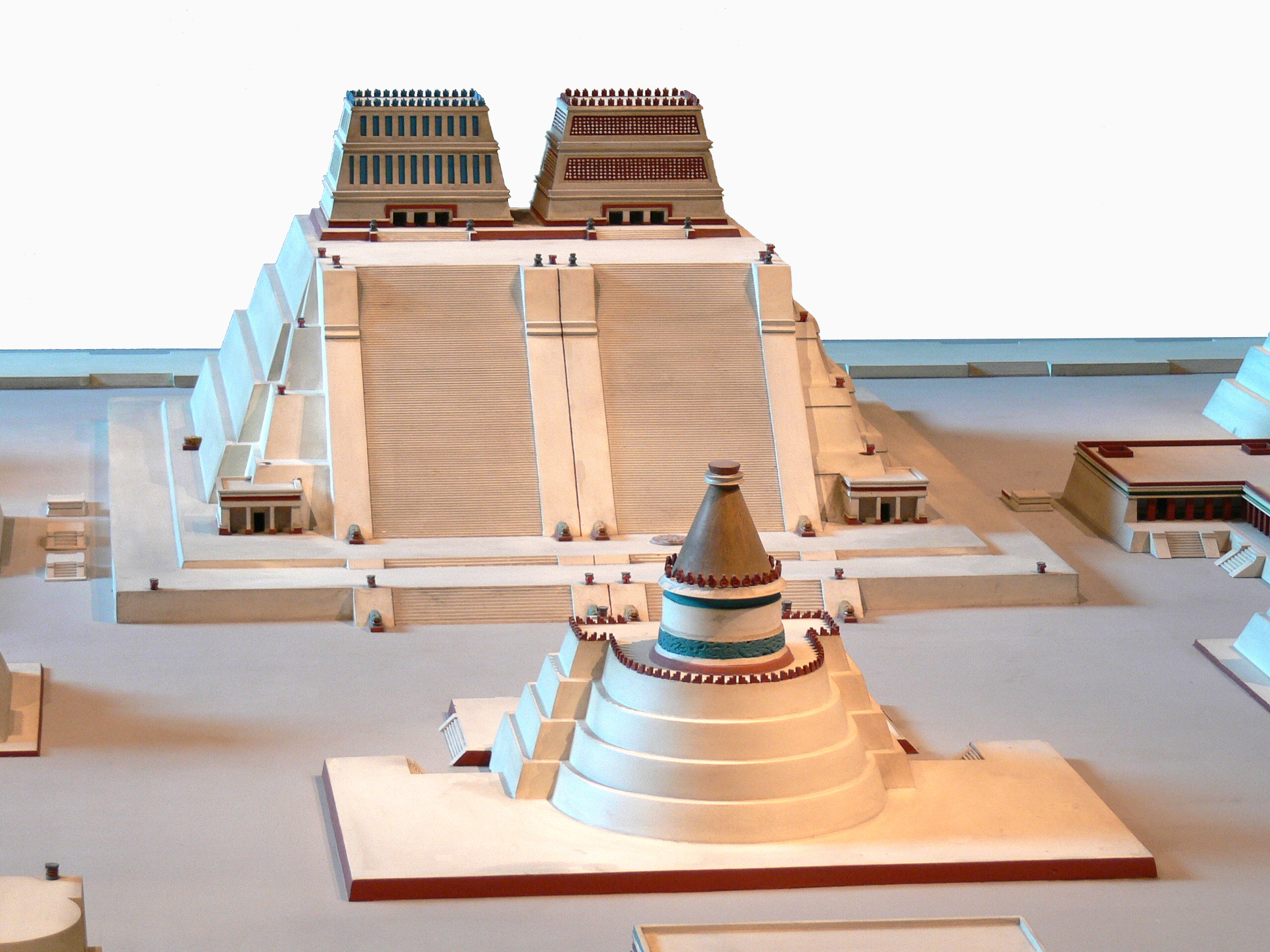
Model velkého chrámu Templo Mayor

Poloha hlavního chrámu byla přibližně určena po menších vykopávkách z počátku 20. století na rohu ulic República de Argentina (dnes otevřená část ulice) a República de Guatemala. Hustá zástavba zde však znemožnila další vykopávky. Náhodný nález reliéfu zobrazujícího mrtvou bohyni Coyolxauhqui byl v roce 1978 využit jako podnět k projektu Proyecto Templo Mayor. Cílem úsilí pod vedením mexického archeologa Eduarda Matosa Moctezumy, kvůli kterému muselo být zbořeno mnoho domů, byl komplexní archeologický průzkum zbytků celého chrámu Templo Mayor.

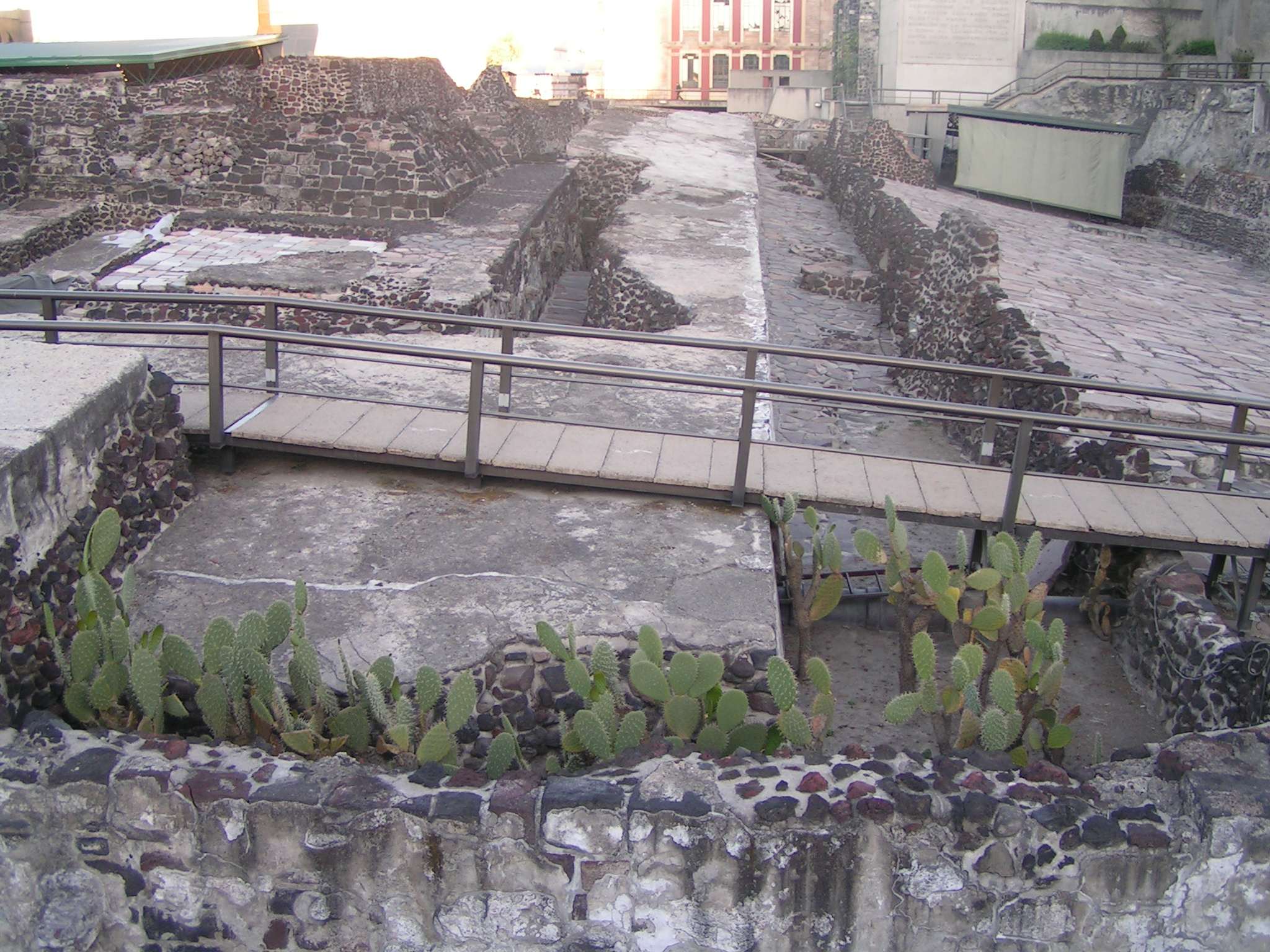
Vykopávky Templo Mayor v centru hlavního města Mexika

Při vykopávkách v letech 1978 až 1982 bylo zjištěno sedm stavebních fází Templo Mayor, který byl stále rozšiřován, stejně jako řada dalších novostaveb. Z nejmladšího stadia výstavby chrámu, které zastihli španělští dobyvatelé a zničili jej, se zachovaly jen malé zbytky. Domnělé dřívější fáze výstavby, kdy byl podle legend na místě chrámu byl vybudován oltář Země, nebyly hledány, a jsou pravděpodobně těžko k nalezení a již v oblasti spodní vody. Přiřazení jednotlivých etap výstavby různým vládcům a jejich datování je hypotetické. Mnoho nálezů pochází z doby dvě století před španělským dobytím města. Mnoho archeologických nálezů je dnes možno spatřit Národním muzeu pro antropologii (španělsky Museo Nacional de Antropología) a v novém muzeu Museo del Templo Mayor nacházejícím se poblíž místa vykopávek.
Severně od hlavního chrámu byl odkryt stavební komplex, který očividně sloužil jako shromaždiště hodnostářů a válečníků. Kolem zdí jsou v chrámu zabudované lavice, které v formě dekorace velice zřetelně připomínají podobné konstrukce v sloupových halách z Tuly a musely být jimi inspirovány.
Také pod Španěly vybudovanou katedrálou bylo v průběhu 70. let 20. století při stavebních pracích k zachování její stability v měkké půdě nalezeny stavby v předpolí aztéckého chrámu, které ovšem nemohly být přesně určeny.
Na různých místech místech vystavený model chrámového okrsku vychází ze studií mexického archeologa Ignacia Marquiny, který se především zaměřoval na písemné záznamy, byl však archeologickými vykopávkami překonán.

#### Centrum města
Jeden domovní blok na sever od katedrály (Calle Donceles) byly v roce 2008 při záchranných archeologických pracích při stavbě nového domu nalezeny v hloubce pěti metrů základy dvou staveb, z nichž jedna je považována za calmecac. Jedná se zde o zděné pilíře a směrem na jih vedoucí schodiště do sloupové síně, podél jejíchž zdí jsou lavice. Uvnitř budovy byla nalezena „pohřbená“ střešní cimbuří z pálené hlíny ve formě rozříznutého šneku, jakož i velká skulptura cuauhxicalli ve formě orla v nadživotní velikosti.

#### Odborná literatura
- PREM, Hans J. Die Azteken. Geschichte - Kultur - Religion. München: Verlag C.H. Beck, 2006. ISBN 3406458351. (německy)
- OLGUIN, Felipe Solis; MOCTEZUMA, Eduardo Matos. Aztecs. London: Royal Academy of Arts, 2002. ISBN 1903973139. (anglicky)
- STANNARD, David E. American Holocaust. The conquest of the New World. New York: Oxford University Press, 1993. Dostupné online. ISBN 0195085574. (anglicky)
- MANN, Charles C. 1491. New revelations of the Americas before Columbus. New York: Alfred A. Knopf, 2005. Dostupné online. ISBN 140004006X. (anglicky)

#### Beletrie
- SÁNCHEZ, José León. Tenochtitlan. Die letzte Schlacht der Azteken. Zürich: Unionsverlag Taschenbuch, 2004. ISBN 329320306X. (německy)
- JENNINGS, Gary. Der Azteke. Frankfurt am Main: Fischer Taschenbuchverlag, 2004. ISBN 3596165229. (německy)
- FALCONER, Colin. Die Aztekin. [s.l.]: Heyne, 1997. Dostupné online. ISBN 3453123387. (německy)